# Тревор (Цілком таємно)
Тревор (Trevor) — 17-й епізод шостого сезону серіалу «Цілком таємно». Епізод не належить до «міфології серіалу» — це монстр тижня. Прем'єра в мережі «Фокс» відбулася 11 квітня 1999 року.
У США серія отримала рейтинг домогосподарств Нільсена рівний 10.4, який означає, що в день виходу її подивилися 17.6 мільйона чоловік.
З в'язниці «Стрінгер» (штат Міссісіпі) за дивних обставин втікає ув'язнений. При спробі його затримання агенти Малдер і Скаллі виявляють, що він має аномальну здатність проходити крізь тверді електропровідні предмети.

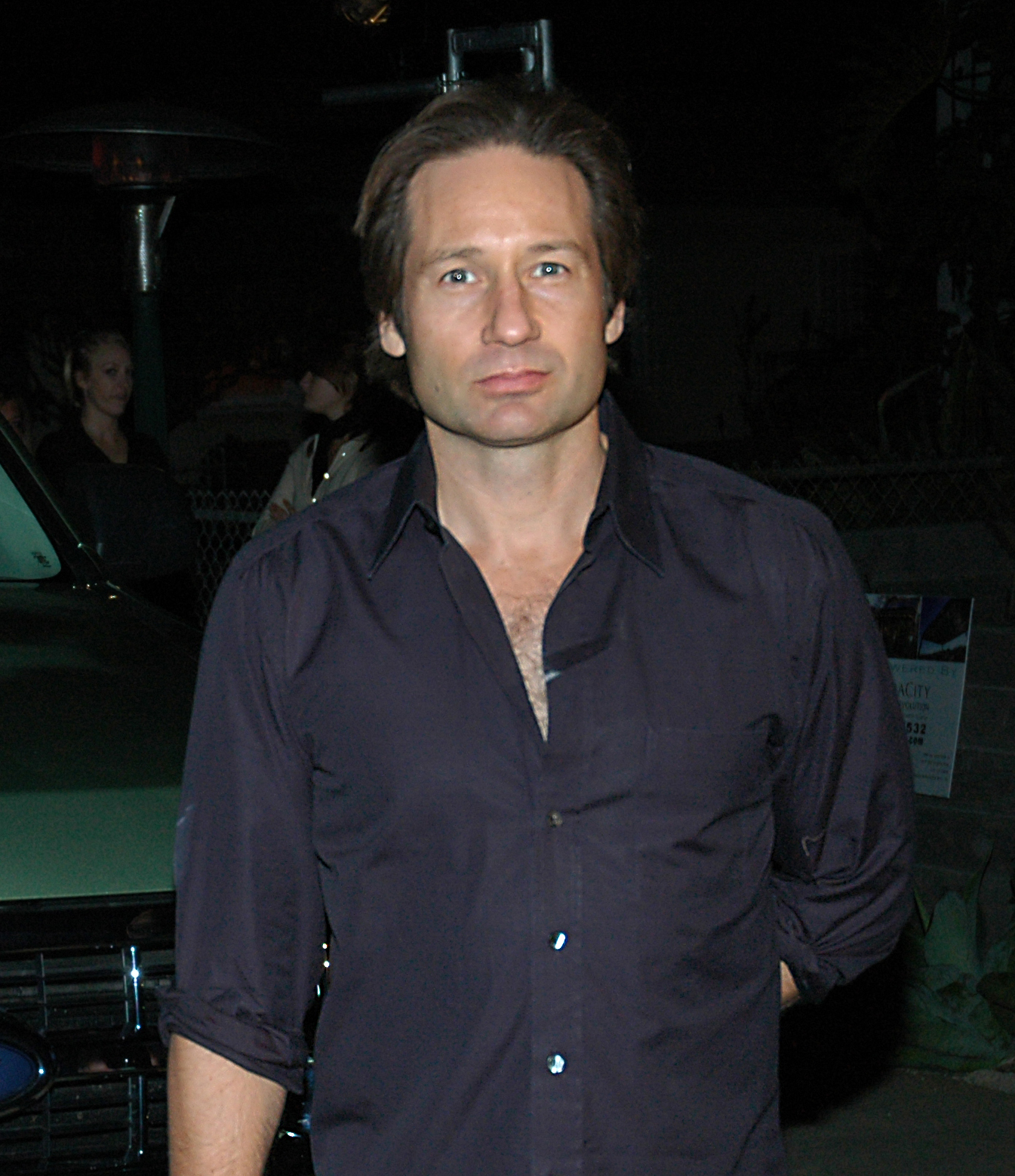

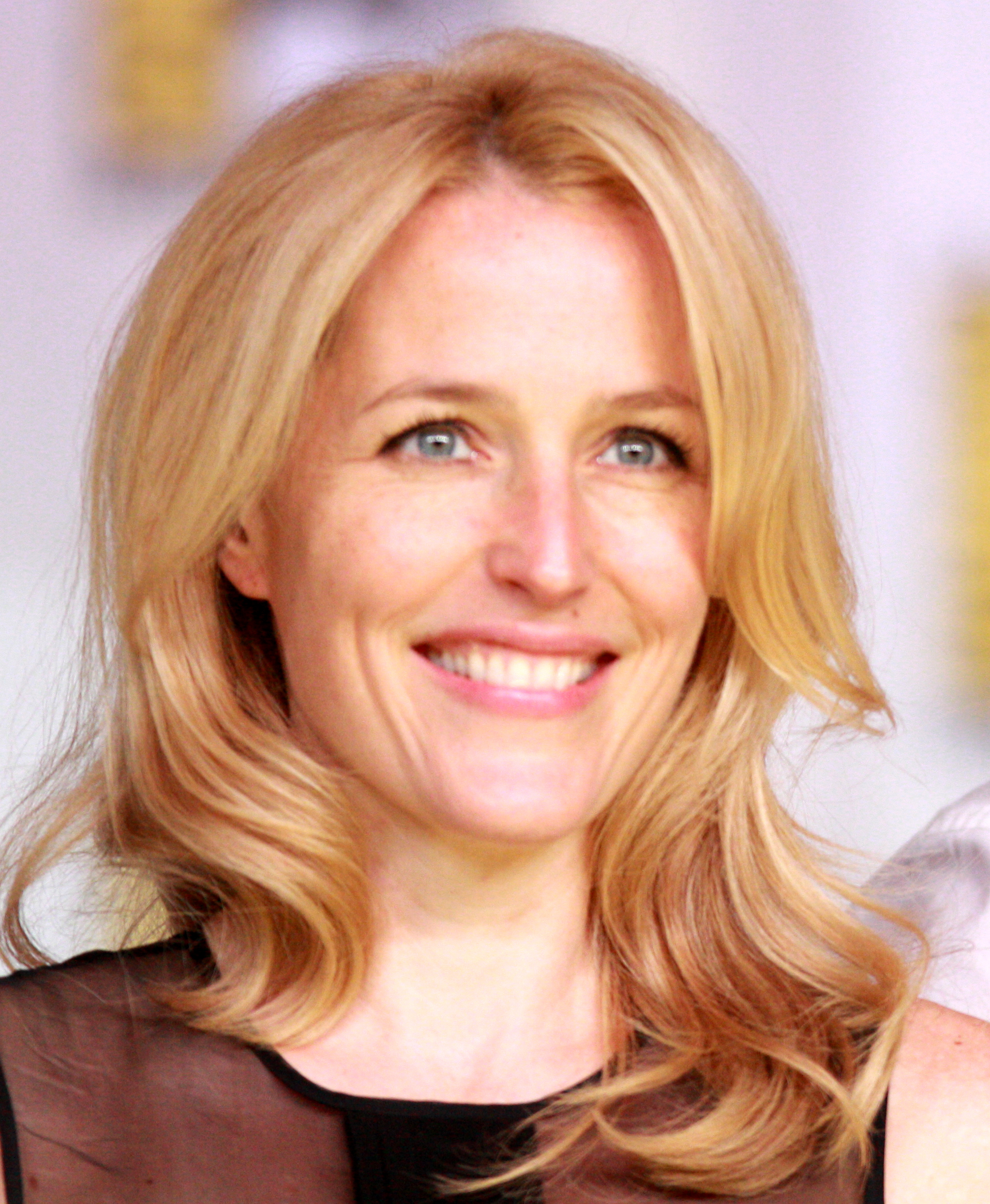

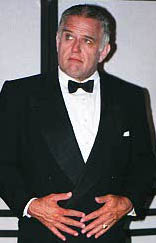

## Зміст
Істина десь поруч
В Стрінгері (округ Джаспер, штат Міссісіпі) ув'язнені під наглядом готують та зміцнюють тюремну ферму до серії нищівних торнадо, які мають відбутися протягом найближчих кількох годин. Між Вілсоном «Пінкером» Роулзом та іншим ув'язненим виникає суперечка. Пінкер цвяхом прибиває руку іншого в'язня до стіни. Після повідомлення наглядачу про інцидент Пінкер змушений сидіти в часі торнадо у крихітній вуличній халупі. Потім в'язні та охоронці виходять зі своїх притулків і виявляють, що халупа була повністю зруйнована. Пізніше один із охоронців виявляє, що тіло наглядача Роберта Феллоуза розділене навпіл по талії, і підпирає двері його кабінету зсередини.
Агенти Фокс Малдер та Дейна Скаллі незабаром приїжджають для розслідування. Скаллі робить розтин і робить висновок, що розрив тулуба та сильні сліди опіку могли бути спричинені погодними умовами на той час, і що значна частина тулуба зникла в процесі розриву. Охоронець, який знайшов тіло наглядача, наполягає на тому, що це робота Пінкера, але не може пояснити, як він це зробив. Малдер виявляє, що стіна в офісі стала надзвичайно крихкою і руйнується при найменшому дотику. Агенти знаходять фотографію Пінкера з якоюсь жінкою. Тим часом у Мерідіані жінку на ім'я Джун Гурвіч відволікають, коли вона дивиться у новинах про очевидну смерть Пінкера.
Пінкер виявляється живим і в іншому місці. Після проникнення в магазин одягу, з ним стикається охоронець і надягає йому наручники. Однак Пінкер швидко вислизає з наручників і тікає в машині охоронця. Пізніше Малдер оглядає наручники і виявляє, що вони теж стали крихкими, розламалися в його руках. Бо Меркл, давній знайомий Пінкера, виявляє, що Роулз общукує його будинок, вимагаючи повідомити місцеперебування Джун. Бо намагається застрелити Пінкера, але кулі просто проходять крізь нього. Пінкер спалює обличчя Бо і вбиває його. Пізніше Малдер виявляє, що використані при вистрелах кулі теж розсипаються при стисненні. Він думає, що після удару блискавки Пінкер, можливо, розвинув здатність проходити крізь тверді предмети. Скаллі однак стверджує, що він ніяк не може кинути виклик законам хімії.
Докази ведуть агентів до пошуку Джун. Пінкер висуває звинувачення сестрі Джун Джекі та її сину Тревору. Приїздять Малдер і Скаллі та застають Джекі, яка розповідає агентам, що Пінкер має можливість проходити крізь стіни. Джун змінила своє прізвище, щоб уникнути Пінкера; агенти знаходять її проживання зі своїм новим хлопцем і переконують піти на захист свідків. Пінкер, який ховався в машині агентів, залишає обгоріле повідомлення на стіні будинку Джун «Я хочу своє». Агенти фактично привезли Пінкера до імовірного місцеперебування викрадених ним грошей. Але Дейна і Фокс виявляють, що скло, виконуючи роль електростатичного відштовхувача, деактивує здібності Пінкера. Скаллі розшифровує лікарські записи і дізнається, що Пінкер насправді перебуває в пошуку свого сина, якого він ще не зустрічав.
Джун розміщена у мотелі шосейним патрулем Міссісіпі під охороною. Однак Пінкер викрадає її після вбивства вояка, призначеного охороняти. Пінкер виявляє, що його дитина насправді Тревор, який останні кілька років живе з Джекі як її син.
Пінкер намагається викрасти Тревора, але йому протистоїть Малдер, озброєний рушницею, зарядженою гумовими кулями. Джун обливає Пінкера киплячою вермишеллю — без жодних наслідків. Пінкер встигає ухилитися від Малдера і продовжує гнатися за Тревором й Скаллі, яких він швидко заганяє в кут. Скаллі, використовуючи гіпотезу Малдера про скляний ізолятор, замикається в телефонній будці з Тревором. Не змігши увірватися в телефонну будку, Пінкер бачить, як перед ним тремтить син. Зрозумівши, що він більше не хоче лякати сина, Пінкер вирішує піти геть. Однак з'являється Джун і вдаряє Пінкера своїм автомобілем; він проходить крізь металеві компоненти автомобіля, але не через його лобове скло. Пінкера розрізає навпіл і він помирає. Джун наполягає, що вона мала це зробити, інакше Пінкер завдав би шкоди Тревору. Джун запитує, чого хотів Пінкер, на що Малдер відповідає: «Можливо, ще одного шансу», викликаючи у неї приступ плачу.

## Зйомки
«Тревор» написали у співавторстві Кен Гаврилів та Джим Гаттрідж. Гаврилів був бутафором «Цілком таємно» в той час, як серіал знімався у Ванкувері. Протягом багатьох років він писав у вільний час — вийшло декілька сценаріїв, але ніколи не подавав їх до розгляду в «Цілком таємно». Зрештою, він влаштувався на роботу в серіалі «Мілленіум», де у нього склалися дружні стосунки з Гаттріджем. Джим показав написаний Гаврилівим сценарій, що він хотів представити до «Цілком таємно». Гавриліву сподобався перероблений сюжет, але він відчував, що це не було написано в стилі «Цілком таємно». Тому Кен запропонував створити партнерство: Гаттрідж розробить базову історію та сценарій, а Кен допоможе перетворити історію на прийнятний сценарій для «Цілком таємно». Пізніше Гаврилів пояснив, що ідея змусити Пінкера розшукати його сина виникла з бажання олюднити антагоніста: «Є такий унікальний чоловік, який може проходити крізь стіни. На кого би цю здатність найкраще покласти? Очевидно — хлопець у в'язниці. Але тоді нам довелося дати йому ще сильнішу, вагомішу причину хотіти добитися свободи, і саме звідси пішла ідея про його сина».
Після подання нарису епізоду було запропоновано кілька переробок. Спочатку історія мала відбуватися в «звичайній» державній в'язниці, розташованій у штаті Оклахома, але оскільки забезпечення такого сценарію призводило до того, що епізод перевищить планований бюджет, сценаристи вирішили замінити цю історію на тюремну ферму в Міссісіпі. Ще в одній сцені, яка відбулася у мотелі, спочатку знятій за сценарієм, Пінкер пройшов коротко через стіну. Цю сцену вирізали не лише тому, що вона виявилася занадто дорогою, але й тому, що автори сподівалися «перенести акцент епізоду з надприродного на емоційний».
Коли прийшов час відбору для акторської ролі Пінкера, кастинг-режисер Рік Міллікан здійснив прослуховування десятків акторів, перш ніж звернутися до Джона Діла, відомого своєю роботою в серіалі «Поліція Маямі», а також у фільмах «Зоряна брама» і «Ніксон». Міллікан пояснив, що «[Діл] був у моєму списку для участі в серіалі з першого дня… Виявилося, він уже читав наші сценарії — і ми змогли ввести його, навіть не ознайомивши».
Режисер Роб Боуман використав поєднання «розумних кутів камери, стратегічного використання розбитого цементу та — у випадку кришки багажника Малдера — чудо-речовини для ремонту кузовів Бондо (шпаклівка)», щоб уникнути надмірного бюджету. Боумен найбільше пишався сценою, коли Малдер штовхає стіну, щоб вона розсипалася у формі людини. Він пояснив, що, «коли ми це вперше зробили, у нас вийшов лише великий квадратний отвір, але ми також не хотіли, щоб він був схожий на Багза Банні з вистромленими вухами». Зрештою, колектив зміг створити відокремлений муляж, який «пропонував, а не чітко окреслював» форму людського тіла. Щоб чітко зрозуміти напрямок, яким «подорожував» Пінкер, завідуючій відділом волосся Дені Грін було доручено обробити волосся Ділу для будь-якої сцени, що відбулася після того, як він пройшов крізь тверде тіло.

## Показ і відгуки
«Тревор» вперше вийшов в ефір у США 11 квітня 1999 року. Епізод отримав рейтинг Нільсена 10,4 із часткою 16, що означає — приблизно 10,4 % всіх домогосподарств, обладнаних телевізором, і 16 % домогосподарств, які дивляться телебачення, були налаштовані на епізод. Його переглянули 17,6 мільйона глядачів. Епізод був показаний у Великій Британії і Ірландії по «Sky One» 27 червня 1999 року та отримав аудиторію 0,73 мільйона глядачів; він був третім по популярності епізодом того тижня, побив його рекорд епізод «Мілагро».
Критичний прийом був здебільшого неоднозначним. Роберт Шірман і Ларс Пірсон у своїй книзі «Хочемо вірити: критичний посібник з Цілком таємно, Мілленіуму та Самотніх стрільців» оцінили серію 2 зірками з п'яти, назвавши його «Цілком таємно у найзагальнішому вигляді». Оглядачі зазначили, що серія мала лише один хороший візуальний трюк — здатність Пінкера проходити крізь стіни, яку, як вони стверджували, ніколи не використовували в повній мірі. Зрештою, вони писали про те, що «„Тревор“ просто занадто одноразовий і звичайний, щоб викликати велике зацікавлення». Емілі Вандерверф з «The A.V. Club» присвоїла епізоду оцінку «С» і написала, що історія «майже працює», але «надто зосереджується на „монстрі“, і недостатньо на Малдері та Скаллі». Крім того, вона розкритикувала назву епізоду, зазначивши, що, оскільки до половини серії ніхто не з'явився з ім'ям Тревор, і антагоніст, очевидно, мотивований чимось, а не грошима, Пінкер «повинен мати сина». Вандерверф, однак, позитивно оцінила послідовності смерті, а також трупи, назвавши останні «красиво жахливими». В огляді епізоду працівник «UGO Networks» Алекс Залбен назвав «Тревора» найменш ефективною історією «проходження крізь стіни», переможену епізодом «Межі» «Safe»
Не всі відгуки були цілком негативними. Пола Вітаріс з «Cinefantastique» оцінила епізод помірно позитивним відгуком і відзначила його 2.5 зірками з чотирьох. Вітаріс, незважаючи на критику хитливого розумування щодо торнадо з можливістю дозволити комусь пройти крізь матерію, назвала спецефекти епізоду «чудовими»; пізніше вона пойменувала «підроблені трупи» найкращими прикладами. Том Кессеніч у своїй книзі «Експертиза: Несанкціонований погляд на сезони 6–9 Цілком таємно» написав позитивно про цей епізод, зазначивши: «З „Тревором“ мозок не дрімав»

## Знімалися
| Актор             | Роль           |
| ----------------- | -------------- |
| Девід Духовни     | Фокс Малдер    |
| Джилліан Андерсон | Дейна Скаллі   |
| Джон Діл          | Вілсон Роулз   |
| Кетрін Дент       | Юн Гурвіц      |
| Тьюзді Найт       | Джекі Гурвіц   |
| Френк Новак       | Рейберт Феллоу |
| Девід Боу         | Роберт Вертер  |
| Кетрін Дент       | Джун Гурвіц    |
| Роберт Петерс     | сержант        |
| Ед Корбін         | охоронець      |